# São João Batista (Leonardo da Vinci)
São João Batista é uma pintura a óleo em madeira de nogueira de Leonardo da Vinci feita no período da Alta Renascença. Provavelmente completada de 1513 a 1516, acredita-se que seja a sua pintura final. O tamanho original da pintura era de 69 x 57 cm. Agora é exibido no Musée du Louvre em Paris, França.

## Temática
Trata-se de uma lâmina de madeira de pequenas dimensões destinada à devoção privada. Por muito tempo considerada uma obra crepuscular de Leonardo, produzida nos tempos de sua temporada romana, hoje é datada no primeiro decênio do Cinquecento. Mesmo assim, um estudo de 1998, propõe datá-la nos últimos anos da segunda estada de Leonardo em Florença. Existe um esboço, decerto extraído do protótipo de Leonardo, traçado numa folha do Codice Atlantico, ao qual o próprio artista teria depois adicionado figuras geométricas e anotações - reconhecido como sendo de 3 de maio de 1509. Muito se comenta também sobre as supostas ligações desse esboço com o anjo da Anunciação, um quadro desaparecido do segundo período florentino de Leonardo, cuja existência é sugerida por réplicas em seu ateliê. A mais célebre delas está no Kunstmuseum, de Basileia, na Suíça.

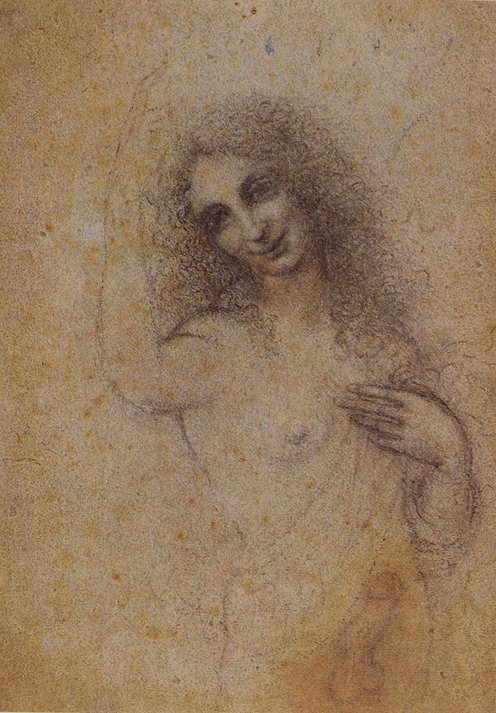
Desenho chamado de "Anjo Encarnado", foi redescoberto em uma coleção particular alemã em 1991 por Carlo Pedretti. Museu do Louvre.

Parece de fato tratar-se de uma variação sobre o mesmo tema. Além do mesmo corte a meio-busto da figura, disposta sobre um fundo escuro, são idênticos a posição do torso e do braço esquerdo, a cabeça inclinada e o tipo fisionômico do personagem retratado. Muito diferente, porém, foi a solução encontrada para o braço direito. No Anjo da Anunciação, ele avança em direção ao espectador, num ângulo reto em relação ao próprio cotovelo. Em São João Batista, porém, em que a mão direita aponta para o alto, o cotovelo está junto ao busto, com uma curvatura mais suave, que atravessa o seu corpo, sobrepondo-se à mão esquerda, recostada ao peito. O resultado é uma torção bastante pronunciada, que contrasta com a cabeça ligeiramente inclinada para a direita. Essas diferenças tem implicações no significado da imagem. Enquanto no Anjo da Anunciação o envolvimento emotivo do espectador era intenso e a mensagem mais clara, pois o indicador direito do santo claramente aponta para o céu, em São João Batista esses traços assumem uma dimensão diferente. O protagonista exibe um corpo de beleza sensual, de uma graça quase feminina e um olhar amigável, elementos que tornam mais difícil decifrar a mensagem da obra.
A pintura exemplifica magistralmente a reflexão teórica conduzida por Leonardo sobre a relação entre pintura e escultura e sua busca por conferir à superfície pintada um efeito de relevo causado pelo uso do chiaroscuro. Esse conceito está expresso com clareza no capítulo 412 do Tratado da Pintura, em que Leonardo escreveu: "A primeira intenção do pintor é fazer com que uma superfície plana se torne um corpo e destacado com relevo. Aquele que em tal arte ultrapassa os demais merece maior louvor. Esse resultado nasce das sombras e luzes ou, melhor dizendo, do claro e do escuro." já que as partes na sombra tendem a confundir-se com o fundo escuro, enquanto "de longe não aparecem senão as partes luminosas.". Leonardo da Vinci dedicou enorme energia estudando a iluminação de um corpo imerso na obscuridade e colocado diante de uma única fonte de luz e o modo de ressaltar elementos do fundo por meio de luzes reflexas. É o que acontece em São João Batista. Apesar de muitas retomadas e retoques, ele foi todo construído com base na luz. Uma luz muito expressiva dirige a atenção para o gesto e o rosto do santo, esse último emoldurado um uma cabeleira encaracolada banhada de reflexos, que se enfraquecem na parte inferior do corpo.